# Thankful
Thankful is het debuutalbum van Kelly Clarkson. Het werd uitgebracht in 2003 en behaalde naast Amerika onder meer succes in Australië, Canada, Japan, Noorwegen en Engeland.

## Tracklist
1. The Trouble with Love Is (Kelly Clarkson, Evan Rogers, Carl Sturken) – 3:42
2. Miss Independent (Christina Aguilera, Clarkson, Rhett Lawrence, Matt Morris) – 3:35
3. Low (Jimmy Harry) – 3:28
4. Some Kind of Miracle (Diane Warren) – 3:39
5. What's Up Lonely (Rogers, Stephanie Saraco, Sturken) – 4:09
6. Just Missed the Train (Danielle Brisebois, Scott Cutler) – 4:12
7. Beautiful Disaster (Rebekah Jordan, Matthew Wilder) – 4:12
8. You Thought Wrong (met Tamyra Gray) (Clarkson, Babyface, Gray, Harvey Mason, Jr., Damon Thomas) – 3:51
9. Thankful (Clarkson, Edmonds, Mason, Thomas) – 3:02
10. Anytime (Louis Biancaniello, Sam Watters) – 4:08
11. A Moment Like This - 3:48
12. Before Your Love - 3:59
13. (You Make Me Feel Like) A Natural Woman (Carole King Larkey, Gerald Wexler, Gerry Goffin) - 2:36 (Japanese edition)